# 温德尔·威克斯
温德尔·威克斯（Wendell P. Weeks，1959年或1960年—），美国企業高管，康寧公司董事长、首席执行官和总裁。

## 教育
1981年，温德尔·威克斯獲得理海大學会计和金融学士学位，并于1987年获得哈佛商学院的工商管理硕士学位。 

## 職業生涯

### 康宁
1983年，温德尔·威克斯加入康宁。
1996年，温德尔·威克斯出任康宁光纤业务的副总裁兼总经理。 
2000 年12 月起，温德尔·威克斯担任康宁公司的董事。
2005年4月，温德尔·威克斯出任康宁公司首席执行官。其擔任首席執行官期間，IPhone採用康寧公司生產的大猩猩玻璃。 

### 其他公司
自2016年2月起，温德尔·威克斯成為亞馬遜公司的董事会成员。

## 个人生活
温德尔·威克斯在哈佛商学院學習期間遇到了他未來的妻子 Kim Frock。 她曾在康宁工作。他们有两个孩子。 